# Колдовство 10: Повелительница
Колдовство 10: Повелительница (англ. Witchcraft X: Mistress of the Craft) — десятый фильм из серии фильмов ужасов под названием Колдовство, британского режиссёра Элизара Кабреры. Премьера в США состоялась 25 мая 1999 года сразу на VHS, Является сиквелом фильма Колдовство 9: Горькая плоть и приквелом к фильму Колдовство 11: Сёстры по крови. Премьера в Великобритании состаялась в октябре 1998 на кинофестивале Raindance. 

## Сюжет
Двое мужчин в лондонском баре подцепляют девушек, которые оказываются вампирами. Вампиры быстро нападают и убивают мужчин.
Детектив Люси Лутц назначена для оказания помощи Интерполу по выдачи общепризнанного сатаниста/убийцы Хайда обратно в США. Хайд находится в Бюро 17 Интерпола, которое специализируется на делах, связанных со сверхъестественным.
Пока Лутц в пути, вампиры помогают Хайду сбежать. Хайд им нужен, поскольку повелительница вампиров Рейвен, пытается совершить ритуал Вальпургиевой ночи, который предоставит ей безграничные способности. Хайд должен перевести древний том, прежде чем вампиры смогут выполнить этот ритуал.
Лутц помогает агентам Интерпола Крису Диксону и Селесте в поиске Хайда.

## Связь с другими фильмами серии
Детектив Лутц - единственный персонаж из предыдущих фильмов, появившийся в фильме. На детектива Гарнера и Уилла Спаннера есть отсылки, но они не очевидны. Колдовство 10 - второй фильм в серии, в котором Уильям Спаннер не появляется. Troma Entertainment не занимался дистрибьюцией фильма, что делает его первым фильмом сериала без участия Troma.

## Критика
The A.V. Club считает, что это первый фильм из серии который был, пожалуй, по настоящему худшим.
Incredibly Bad Film Show заявили, что попытка сбежать от обычной истории «добрый колдун против злого» было плюсом, и подметили, что включение вампиров было шагом в правильном направлении, но в конечном итоге фильм был провалом из-за плохой актёрской игры и небольшого бюджета.

## В ролях
- Венди Купер — Селеста Шеридан
- Эйлин Дейли[англ.] — Рейвен
- Керри Нолтон — Гайд
- Стефани Битон — детектив Люси Лутц
- Шон Гарри — агент Крис Диксон
- Фрэнк Скантори — агент Бен Марковец
- Эмили Бут (втитрах Эмили Буффанте) — Линнака
- Талита Таллетт (в титрах Тайлер Смит) — Тенси
- Лин Мишель — Делия
- Глен МакРеди — Гарри
- Анджела Палмерсон — агент Гаррис
- Джорджио Сераафини — агент Дарио
- Стив Хадсон[англ.] — агент Латам
- Алек Кристи[англ.] — Судебный агент Мерфи

## Производство
Стефани Битон заявила в интервью, что это ее любимый фильм, из тех которых она снялась. Это единственный фильм из серии съёмки которого, проходили в Англии.

### Технические данные
- Звук — Dolby Digital 2.0
- Формат — NTSC (1.33:1)

### Съёмачная группа
- Монтаж фильма — Элизар Каберера и Шиина Метал
- Спецэффекты — Натан Скотт и Девид Самнер
- Постоновка трюков и драк — Керри Ноултон и Френк Скантори

## Релиз
В США премьера на VHS состаялась 25 мая 1999 года. Переиздание на DVD состаялась 9 января 2001 года. На VHS и DVD длительность фильма составляла 90 минут, а на версии для TV — 81 минуту.